# Chiloscyphus wambanus
Chiloscyphus wambanus là một loài rêu tản trong họ Lophocoleaceae. Loài này được (Piippo) J.J. Engel miêu tả khoa học lần đầu tiên năm.